# Coupe des nations de rink hockey 1968
Navigation
Coupe des nations 1967 Coupe des nations 1970
La Coupe des nations de rink hockey 1968 est la 41e édition de la compétition. La coupe se déroule durant le mois de mars 1968 à Montreux.

## Déroulement
La compétition se compose d'un championnat à 6 équipes. Chaque équipe jouant une rencontre contre les cinq autres.

## Résultats
| Rang | Équipe      | Pts | J | G | N | P | Bp | Bc | Diff |  | Résultats   |  |     |     |      |     |     |
| ---- | ----------- | --- | - | - | - | - | -- | -- | ---- |  | ----------- |  | --- | --- | ---- | --- | --- |
| 1    | Portugal    | 15  | 5 | 5 | 0 | 0 | 32 | 3  | +29  |  | Portugal    |  | 2-0 | 8-3 | 10-0 | 6-0 | 6-0 |
| 2    | Espagne     | 13  | 5 | 4 | 0 | 1 | 20 | 10 | +10  |  | Espagne     |  |     | 6-3 | 5-1  | 5-3 | 4-1 |
| 3    | Montreux HC | 11  | 5 | 3 | 0 | 2 | 21 | 26 | -5   |  | Montreux HC |  |     |     | 5-4  | 3-2 | 7-6 |
| 4    | Italie      | 9   | 5 | 2 | 0 | 3 | 14 | 24 | -10  |  | Italie      |  |     |     |      | 4-3 | 5-1 |
| 5    | Pays-Bas    | 7   | 5 | 1 | 0 | 4 | 11 | 19 | -8   |  | Pays-Bas    |  |     |     |      |     | 3-1 |
| 6    | Allemagne   | 5   | 5 | 0 | 0 | 5 | 9  | 25 | -16  |  | Allemagne   |  |     |     |      |     |     |

## Classement final
| Classement | Équipe       |
| ---------- | ------------ |
|            | Portugal     |
|            | Espagne      |
|            | Montreux HC  |
| 4          | US Triestina |
| 5          | Pays-Bas     |
| 6          | Allemagne    |

| Vainqueur du tournoi de Montreux 1968 |
| ------------------------------------- |
| Portugal 8°                           |